# John Frederick Dewey
John Frederick Dewey (1937) é um geólogo estrutural britânico.
É um proponente fervoroso da tectônica de placas.

## Publicações selecionadas
- Bird, J. M.; Dewey, J. F. (1970). Geological Society of America Bulletin. 81: 103–136
- Dewey, J.F., Bird, J.M. (1970). «Mountain belts and new global tectonics». Journal of Geophysical Research. 75 (14): 2625–2685. Bibcode:1970JGR....75.2625D. doi:10.1029/JB075i014p02625
- Dewey, J.F., Burke, K. (1973). «Tibetan, Variscan and Precambrian basement reactivation: products of continental collision». Journal of Geology. 81 (6): 683–692. Bibcode:1973JG.....81..683D. doi:10.1086/627920
- Dewey, J. F. (1975). «Finite plate evolution: some implications for the evolution of rock masses at plate margins». American Journal of Science. 275-A: 260–284
- Dewey, J. F., Pitman, W. C., Ryan, W. B. F.; Bonnin, J. (1975). «Plate Tectonics and the Evolution of the Alpine System: Discussion and Reply». Geological Society of America Bulletin. 86 (5): 719–720. doi:10.1130/0016-7606(1975)86<719:PTATEO>2.0.CO;2
- Karson, J.; Dewey, J. F. (1978). «Coastal Complex, western Newfoundland: An Early Ordovician oceanic fracture zone». Geological Society of America Bulletin. 89 (7): 1037–1049. doi:10.1130/0016-7606(1978)89<1037:CCWNAE>2.0.CO;2
- Dewey, John F.; Kennedy, Michael J.; Kidd, William S.F. (1983). «A geotraverse through the Appalachians of northern Newfoundland». In:  Nicholas Rast and Frances M. Delany. Profiles of Orogenic Belts (PDF). Col: Geodynamics Series. 10. [S.l.]: American Geophysical Union
- Dewey, J. F.; Shackleton, R. M. (1984). «A model for the evolution of the Grampian tract in the early Caledonides and Appalachians». Nature. 312 (5990): 115–121. doi:10.1038/312115a0
- Dewey, J.F.; Shackleton, Robert M.; Chengfa, Chang; Yiyin, Sun (1988). The Tectonic Evolution of the Tibetan Plateau. Col: Philosophical Transactions of the Royal Society, A, 1594. 327. [S.l.: s.n.] pp. 379–413. doi:10.1098/rsta.1988.0135
- Dewey, J. F.; Ryan, P. D.; Andersen, T. B. (1993). «Orogenic uplift and collapse, crustal thickness, fabrics and metamorphic phase changes: the role of eclogites». Geological Society of London, Special Publication. 76: 325–343. doi:10.1144/GSL.SP.1993.076.01.16
- Van Staal, C. R.; Dewey, J. F.; MacNiocall, C.; McKerrow, W. S. (1998). Geological Society of London, Special Publication. 143: 199–242
- Dewey, J. F.; Mange, M. (1999). «Petrography of Ordovician and Silurian sediments in the western Irish Caledonides: tracers of a short-lived Ordovician continent-arc collision orogeny and the evolution of the Laurentian Appalachian-Caledonian margin». Geological Society of London, Special Publication. 164: 55–107. doi:10.1144/GSL.SP.1999.164.01.05
- Dewey, J. F. (2002). «Transtension in Arcs and Orogens». International Geology Review. 44 (5): 402–438. doi:10.2747/0020-6814.44.5.402
- Dewey, J. F. (2005). «Orogeny can be very short». Proceedings of the National Academy Science of the USA. 102 (43): 15286–15293. PMC 1266104. PMID 16126898. doi:10.1073/pnas.0505516102